# Prailles
Prailles korábbi község Franciaországban, Deux-Sèvres megyében. Lakosainak száma 678 fő (2018. január 1.). Prailles Aigonnay, Beaussais-Vitré, La Couarde, Romans, Souvigné és Thorigné községekkel határos.
2019. január 1-jén La Couarde korábbi községgel egyesült és az így létrejött Prailles-La Couarde új község része lett.

## Népesség
A település népességének változása:
| Lakosok száma | 678  | 678  | 689  | 676  | 678  |
|               | 2013 | 2015 | 2016 | 2017 | 2018 |